# Windows系統函式庫
微軟視窗系統支援一種被稱為動態連結庫的共享程式庫。正如這種程式庫檔案的命名，它只需要被載入記憶體一次，即可被多於一個處理程序使用。本條目將會對以下伴隨Windows而安裝到電腦，作為Windows系統的基礎組成部份的動態連結程式庫進行介紹。

## 內部元件
這些程式庫檔案通常不會被程式直接使用，不過它們卻是用來實現其他程式庫功能的重要程式庫。

### Hal.dll
Windows系統的硬件抽象層就是由Hal.dll實現。HAL提供很多函式，而這些函式在不同的硬件平台（以下皆指晶片組）皆有不一樣的實現方式。因為Windows提供HAL這一個功能，所以大部份程式可以隨意呼叫這些函式，而不需要顧及程式在何種平台上執行。舉個例子，回應一個中斷要求的方法在一台有或沒有進階可編程中斷控制器（APIC, Advanced Programmable Interrupt Controller）的電腦是可以有很大分別的，但HAL卻提供了便利，使程式不需要顧及這一個分別。
因為HAL是被載入到核心記憶體，並且在核心模式執行，所以HAL裡的函式是無法被應用程式直接呼叫的，並且HAL沒有提供任何使用者模式的API。因此HAL的主要服務對像是Windows核心和核心模式的驅動程式。雖然大部份驅動程式也是存放在獨立的.sys檔案，但有些核心的驅動程式卻是被直接編譯到Hal.dll裡。
一些核心模式的驅動程式為了對I/O埠和裝置的寄存器進行直接的存取，所以需要直接呼叫Hal.dll裡的函式。因為正如上面提到，在不同的平台做一樣的事情是有不同的實行方法，所以使用Hal.dll的函式可以確保一份驅動程式能在不同的平台和架構上被使用。
在Windows x86的安裝媒體上一般存放著不同版本的HAL檔案，在安裝Windows時會根據現時電腦的平台而把恰當的版本安裝進去。判斷的條件一般包括BIOS類型，或是否有多個處理器。

### Ntdll.dll
Ntdll.dll和ntoskrnl.exe裡含有Windows的原生API，通常被一些必須要在Win32子系統以外的環境下執行的應用程式使用，而這些程式也被稱為原生應用程式。大部份API函式的名字通常以Nt開頭，例如NtDisplayString。Ntdll.dll除了被原生應用程式呼叫外，它還會被Kernel32.dll裡大部份API所使用。很大部份的視窗應用程式也不會直接呼叫Ntdll.dll。
原生應用程式使用Ntdll.dll裡的函式，一般需要比Win32子系統啟動成功前更早的執行。例如csrss.exe，Win32子系統的處理程序，因為Win32應用程式必須要在csrss.exe上執行，所以執行它的應用程序，smss.exe（會話管理員）必須要是原生應用程式。
儘管原生應用程序有.exe的副檔名，但它們並無法被使用者直接執行。例子如autochk.exe，一個用來在開機期間執行chkdsk進行磁碟檢查的程式。
因為原生應用程式不能依赖Win32子系统，所以它們的程式入口不是一般Win32應用程式的MainCRTStartup，而是NtProcessStartup。原生程式執行完畢後，它們會呼叫NtTerminateProcess並將執行結果返回。

## Win32 API
以下程式庫包含Win32應用程式常用的函式。

### Kernel32.dll
Kernel32.dll提供應用程式一些Win32下的基底API，包括記憶體管理、輸入/輸出操作和同步函式。它們大部份函式皆由原生應用程式實現，例如Ntdll.dll。

### Gdi32.dll
Gdi32.dll提供跟圖形裝置界面有關的函式，例如輸出到顯示卡和列印機的原生繪圖功能。呼叫這個程式庫裡函式的應用程式通常是為了執行底層的繪圖功能、文字輸出、字型管理或其他相似功能。
初時GDI只支援16或256色的EGA/VGA顯示卡和單色列印機，不過GDI的功能已經漸漸升。直到現在它更支援TrueType字型、半透明通道和多螢幕支援。

### User32.dll
User32.dll提供創建和管理Windows圖形界面的功能，例如桌面、視窗和功能表。裡面的函式可以讓應用程式建立及管理視窗、接收Windows訊息（諸如使用者的輸入或系統的通知）、在視窗中顯示文字，及顯示一個訊息視窗。
這個函式庫裡面大部份函式也需要倚靠Gdi32.dll提供的繪圖功能，來對使用者界面進行渲染。有些程式還會直接使用GDI函式，來對先前由User32.dll所建立的視窗進行底層繪圖。

### Comctl32.dll
comctl32.dll主要提供各種標準視窗界面元件。它提供對話框如開啟檔案、存檔及另存新檔，或視窗元件如按鈕和進度列。它倚靠user32.dll和Gdi32.dll來建立及管理這些界面元素。

## 外部連結
- API calls list - USER32.DLL - Tips for using the User API Client Library with Visual Basic
- API calls list - Kernel32.dll - Tips for using the Kernel API Client Library with Visual Basic
- Native API reference
- Unofficial website that documents most of the Native API methods （页面存档备份，存于）
- Retrieving the kernel32.dll base address （页面存档备份，存于）